# Талл, Джетро
Дже́тро Талл (в устаревшей передаче Дже́тро Тулль; англ. Jethro Tull; крещён 30 марта 1674, Бэзилдон, Беркшир, Англия — 21 февраля 1741, Хангерфорд, Беркшир, Англия, Великобритания) — английский агротехник и изобретатель, один из первых научных теоретиков сельского хозяйства эпохи Просвещения, стоявший у истоков британской аграрной революции XVIII—XIX веков. Изобрёл и сконструировал рядо́вую сеялку на конной тяге, внёс изменения в конструкцию конной мотыги, внедрение которых привело к повышению урожайности за счёт возделывания сельскохозяйственных культур ровными рядами и мотыжной обработки междурядий. Инновации Талла постепенно распространились среди крупных английских землевладельцев, способствуя формированию технического фундамента современного сельского хозяйства.

## Биография
Родился в городе Бэзилдон (графство Беркшир) в семье Джетро Талла-старшего и Дороти Бакридж (англ. Dorothy Buckridge). Провёл детство и юность в Брэдфилде. В семнадцать лет окончил — вероятно, не получив учёной степени — оксфордский колледж Святого Иоанна. Позднее обучался в Грейз-Инн — одной из четырёх английских школ подготовки барристеров. Заболев лёгочным расстройством, отправился на лечение в континентальную Европу, где начал коллекционировать сведения об агротехнических приёмах и новшествах, используемых в хозяйствах европейских землевладельцев. По возвращении в Англию женился на Сюзанне Смит (англ. Susannah Smith) из города Бёртон-Дассетт (графство Уорикшир). Жил с женой, сыном и четырьмя дочерьми на ферме Джетро Талла-старшего в Хаубери. Умер на ферме Просперос (англ. Prosperous Farm) в городе Хангерфорд. Похоронен на кладбище церкви Св. Варфоломея в городе Лоуэр-Бэзилдон (Беркшир).

## Изобретения

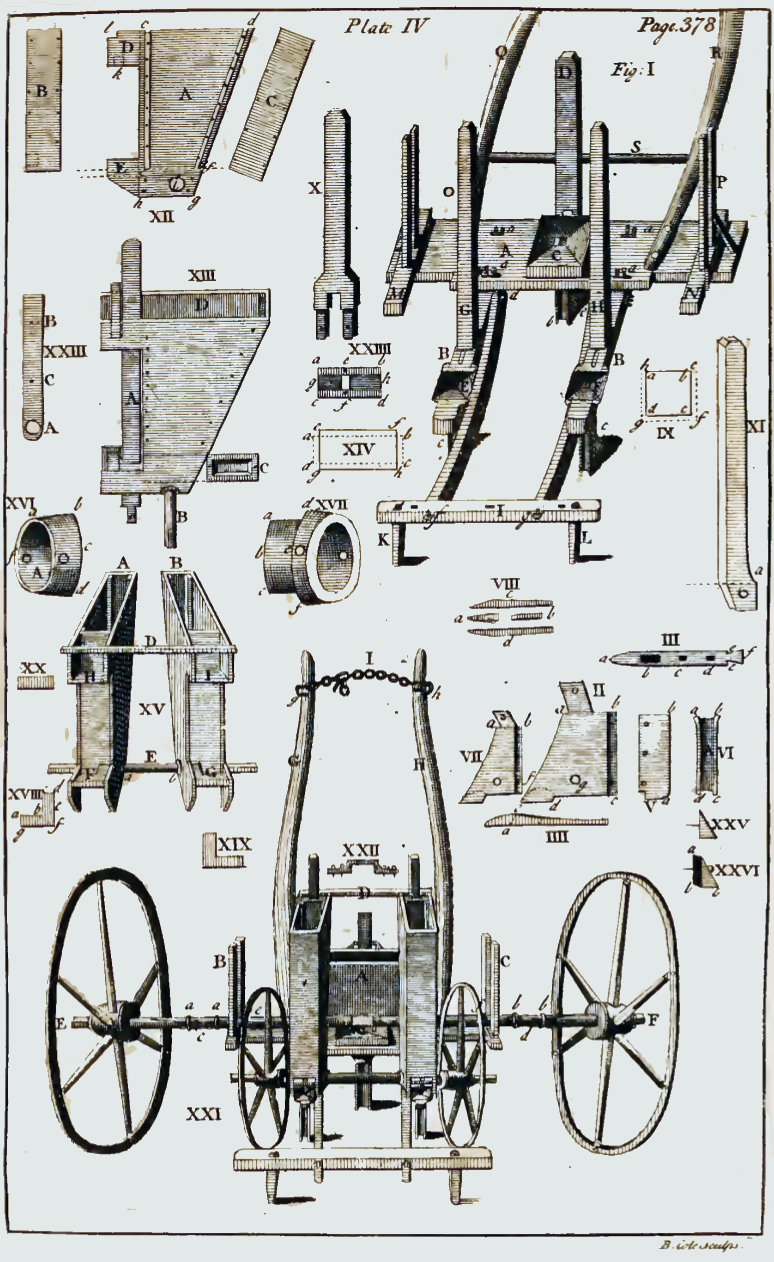
Рядо́вая сеялка. Иллюстрация из 4-го издания главного теоретического труда Джетро Талла — «Конно-мотыжное земледелие» (Horse-hoeing husbandry; 1762)

В 1701 году Джетро Талл фактически заново изобрёл рядовую сеялку — устройство для одновременного прорезания борозд (англ. drilling) и внесения в них семян. Изобретение не сразу получило признание у аграриев, но содержавший его описание главный теоретический труд Талла — трактат «Конно-мотыжное земледелие» вызвал широкий общественный интерес и многократно переиздавался.

Однажды, когда Джетро сидел в церкви, его осенила блестящая идея. Перед ним находился орга́н с несколькими рядами труб. Под каждой трубой находился клапан, закрывавший небольшое отверстие. При нажатии клавиши клапан открывался, и труба издавала определённую ноту. Вскоре Джетро приступил к изготовлению собственной машины, названной им «рядовой сеялкой». Устройство представляло собой ящик, наполненный семенами, от которого к земле тянулось несколько трубок. При волочении сеялки семена сыпались сквозь трубки, засеваясь в землю ровными рядами.
В своей книге Талл предлагал использовать новые агротехнические принципы. Он выступал против применения органических удобрений, полагая, что все необходимые растениям питательные вещества заключены в самой почве. По мнению Талла, растения «впитывают» в себя мельчайшие частицы земли, поэтому её следует почаще рыхлить.
Путешествуя по Европе в 1711 году, Талл наблюдал методы обработки почв, используемые на виноградниках во французском Лангедоке и в Италии, где издавна рыхлили (мотыжили) землю между виноградными лозами, а не удобряли её навозом. По возвращении на свою ферму в 1714 году он распространил ту же практику на поля зерновых и корнеплодов.
Чтобы позволить лошади ходить по полю, не повреждая растений, и таскать за собой мотыгу, нужны были широкие междурядья. Это позволяло многократно рыхлить почву в течение всего периода роста. Постоянное рыхление почвы было центральным пунктом теории Талла. Он считал, что такая обработка земли освобождает заключённые в ней питательные вещества, делая излишним удобрение почвы навозом.
Все нововведения Талла — отказ от использования воловьей тягловой силы, конная мотыга для прополки междурядий, рядовая сеялка, конструктивные изменения плуга — являлись продолжением его теоретических изысканий. С точки зрения современной агрохимии взгляды Джетро Талла на природу обмена веществами между почвой и растениями были ошибочными. Тем не менее, на практике Талл смог в течение 13 лет подряд без удобрений получать высокий урожай пшеницы на одном и том же поле. Этот результат сам Талл считал доказательством истинности своей теории. Вероятно, это удалось ему за счёт удержания влаги в почве постоянным рыхлением, уничтожения конкурентных пшенице сорняков и главного преимущества, обеспечиваемого рядовой сеялкой, — одинаковой глубины заделки семян. Вместо слова «рассеивать» (англ. sow), означавшего в английском языке старинное разбрасывание семян вручную, для зерновых стал применяться термин «сеять рядами» (англ. drill), то есть в заранее пробуравленные борозды.
Уже давно на полях не применяются лошади, однако остались пустые междурядья, служившие для них «дорожками». Даже сейчас, спустя 300 лет, современные рядовые сеялки, работающие по принципу сеялки Талла, обеспечивают не менее 90 % всех посевов в мире.